# The Extra Girl
The Extra Girl és una pel·lícula muda produïda per Mack Sennett, dirigida per F. Richard Jones i protagonitzada per Mabel Normand. Juntament amb “Mary of the Movies” (1923) o “Hollywood” (1923), va ser una de les primeres pel·lícules a tractar el mon de la indústria de Hollywood. La pel·lícula, darrera que Normand va interpretar per a la Keystone, es va estrenar el 28 d'octubre de 1923.

## Repartiment
- Mabel Normand (Sue Graham)
- George Nichols (Zachariah "Pa" Graham)
- Anna Dodge (Mary "Ma" Graham)
- Ralph Graves (Dave Giddings)
- Vernon Dent (Aaron Applejohn)
- Ramsey Wallace (T. Phillip Hackett)
- Mary Mason (Belle Brown)
- Max Davidson (Tailor)
- Louise Carver (cap de vestuari)
- Carl Stockdale (director)
- El gos Teddy (Teddy)
- Charles K. French(director de l'estudi)

## Argument
A River Bend, una ciutat del centre-oest dels Estats Units, Sue Graham defuig la persecució d'Aaron Applejohn, un pròsper farmacèutic amb qui el seu pare vol que es casi. Sue prefereix Dave Giddings, el seu estimat des de la infantesa, però el seu pare prohibeix que es puguin veure i vol forçar el casament amb Applejohn. Per escapar d'aquesta situació, Sue participa en un concurs de captació de nous talents per a la Golden State Film Company a Hollywood i fa arribar la fotografia i el formulari d'inscripció a Dave per a que ell li enviï. Dave, però, mostra la fotografia a Belle Brown, vídua local que està enamorada d'ell la qual substitueix la fotografia de Sue per una d'una model professional, amb l'esperança de fer desaparèixer la seva rival de River Bend.
El dia que s'ha de casar Sue rep una carta que diu que ha guanyat un viatge pagat a Hollywood i un contracte amb Golden State Films. Amb l'ajuda de Dave, s'escapa i, perseguida pel seu pare i Applejohn, aconsegueix pujar al tren. Quan Sue arriba a Hollywood, la directora de l'estudi Golden State queda decebuda que no sigui la noia de la fotografia i la posa a treballar al departament de vestuari. Tot i això, Sue aconsegueix que li facin una prova que realitza de manera patètica, i és acomiadada després que alliberi accidentalment un lleó que terroritza tot l'estudi.
Dave la va a buscar a Hollywood així com també els seus pares, que han abandonat el poble cercant un clima més assoleiat. Per mala sort, Sue fa que els seus pares siguin estafats en un negoci de petroli per T. Phillip Hackett. Abans, però, que Hackett pugui esfumar-se amb els diners dels pares, Dave el deixa fora de combat i els retorna els diners per lo que guanya la seva eterna gratitud. Quatre anys després, la parella feliçment casada, mostra al seu petit la prova que Sue havia fet per a la Golden State. Sue s'adona que va prendre la decisió correcta en abandonar la indústria del cinema.